# Demi Delia
Demi Delia (West Covina, California; 15 de noviembre de 1967) es una actriz pornográfica estadounidense. Originaria de California, creció en Chatsworth, una población del Valle de San Fernando.

## Biografía
En el instituto asistió a los estudios Marilyn Shore donde empezó a trabajar como modelo y también recibió clases de interpretación durante dos años.
Fue una chica anuncio en 1992 durante un corto período de tiempo haciendo promociones para diversas empresas, entre las que están las cerveceras Budweiser y Miller.
Participó en más de 50 películas porno para Wicked Pictures, Vivid Entertainment, Sin City, Sinsations, Metro y muchas más. También actuó muchas veces en Late Night Cinemax y tiene el honor de haber aparecido en las páginas de la revista Playboy en diversas ocasiones y también apareció en Hustler, Club Internacional, Leg Sex Magazine.Participó también de la teleserie Baywatch, y trabajó como animadora a inicios de la década de los años 90. Posó para Playboy en el "Girls Of The Summer" en el especial de 1992 y en "Playboy's Lingerie" en los meses septiembre/octubre del mismo año. Hizo muchos calendarios, pósteres y catálogos.
Tiempo después se tomó un descanso en sus trabajos como modelo e intérprete y comenzó a realizar streaptease en clubes de caballeros de Nueva York, Los Ángeles y Las Vegas.
Después, en 1995 Demi abrió un Salón de Bronceado y Peluquería en Palmdale, California. Dos años más tarde abrió su segundo salón en el Thousand Oaks, California.
Conoció a su futuro marido, la estrella y director porno Randy Spears que era cliente de uno de sus salones y tras dos años como pareja se casaron el 7 de enero de 2006, aprovechando su visita a la ciudad del juego con motivo los AVN Awards en Las Vegas y decidieron que ese era el momento idóneo para casarse, el enlace se celebró en una típica capilla de bodas (Wedding Chappel) de la ciudad.
Demi pronto vendió sus salones de belleza y entró en el porno en 2006 a la edad de 39 años, para trabajar inicialmente sólo en escenas lésbicas, aunque poco tiempo después empezó a realizar escenas heterosexuales con diversos actores.